# Brieffreundschaft
Brieffreundschaft bezeichnet die persönliche, private und regelmäßige Korrespondenz von meistens zwei Personen über eine größere Entfernung durch den Austausch von Briefen oder – mit dem Aufkommen des Internets – von E-Mail. Im Falle des E-Mails sind die Formen der Brieffreundschaft erweitert, da mehrere Personen gleichzeitig an der Kommunikation teilhaben können und über Internetforen leichter Brieffreundschaften zu speziellen Themen initiiert werden können.

## Brieffreundschaften im schulischen Kontext
In der Schule werden Brieffreundschaften oft unter pädagogischen Aspekten initiiert. Neben dem Erlernen des Umgangs mit der eigenen oder einer fremden Sprache steht die Horizonterweiterung durch das Kennenlernen von Sitten und Kulturen anderer Städte und Länder im Fokus. Das Land Baden-Württemberg setzt die Unterrichtseinheit „Briefe schreiben“ beispielsweise im Lehrplan Deutsch für 5. Klassen um.

## Sonderformen
Die Überlieferung vieler wissenschaftlicher und persönlicher Diskussionen bekannter Größen kann aus der innerhalb von Brieffreundschaften erfolgten Korrespondenz bestehen.
Ein Roman kann auf einer fiktiven Brieffreundschaft beruhen.